# Kalama

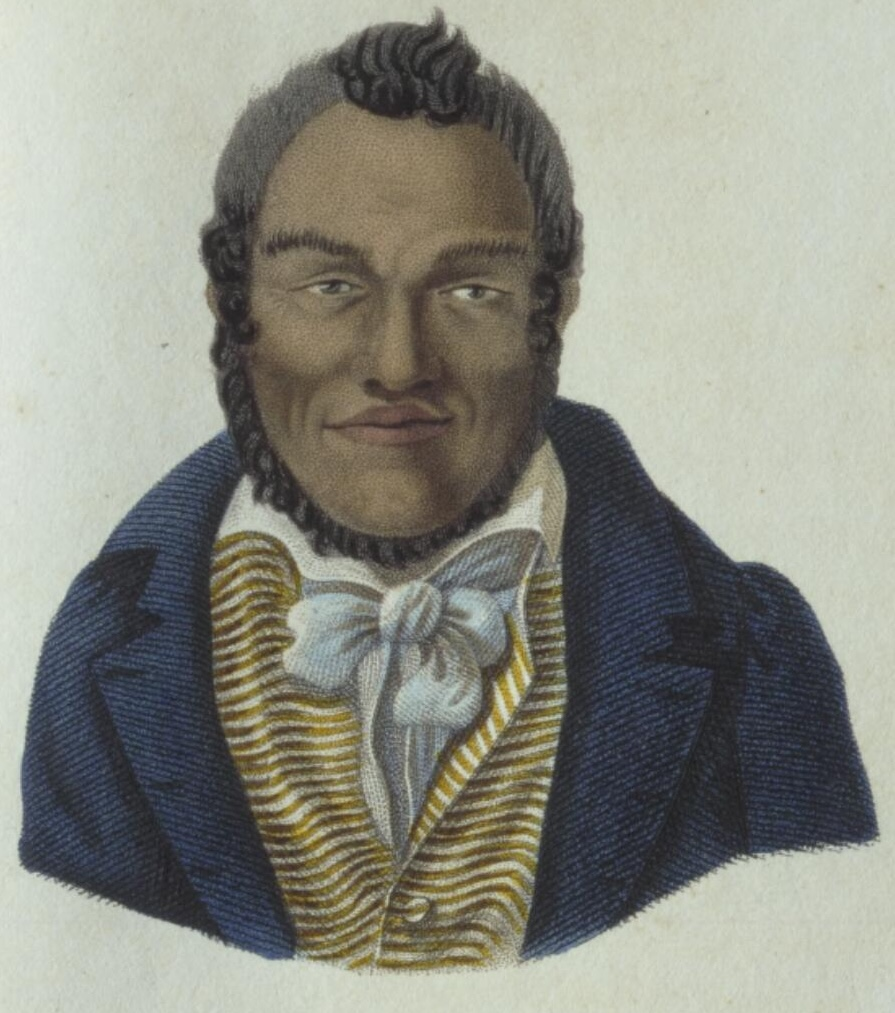
Naihekukui, padre de Kalama.

Kalama Hakaleleponi Kapakuhaili (17 de marzo de 1817 – 20 de septiembre de 1870) fue una reina consorte del Reino de Hawái, que reinó junto a su marido, Kauikeaouli, el rey Kamehameha III.

## Biografía
Ella nació el 17 de marzo de 1817, esta fecha exacta es una invención posterior, cuando su esposo declaró que su cumpleaños sería el Día de San Patricio. Su padre era el Jefe Naihekukui de Kona, quien fue Almirante de la flota del Reino de Hawái en Honolulu. Su madre era la Jefa Iʻahuʻula, la hermana menor de Charles Kanaʻina. Kanaʻina se convertiría en hānai (forma hawaiana de padre adoptivo) de la niña, su sobrina carnal. Ella era una mujer de gran belleza, pero considerada una makaʻainana (plebeya) en lugar de una aliʻi (jefa), debido a que sus padres eran nobles pero no de alto rango.
Kalama significa "Antorcha" en la lengua hawaiana.

## Matrimonio
Debido a la amistad de su tío y padre adoptivo con Kamehameha II, se fue relacionando con la familia real. El joven Kamehameha III, el rey niño en ese momento, estaba necesitando una novia real adecuada. Muchos de los jefes tradicionales querían una unión entre el rey y su hermana de padre y madre, la princesa Harriet Nāhiʻenaʻena de Hawái, como había sido habitual en la corte de Hawái desde el principio de los tiempos, pero los misioneros y los jefes cristianos, que tenían el mayor poder político, se opusieron a esta sugerencia, señalándolo como incesto.
Kamanele, la hija del Gobernador John Adams Kuakini, fue propuesta como la más adecuada en edad, rango, y educación. El joven rey se enamoró de Kalama en 1832. Esto enfureció a su hermana Kīnaʻu y muchos de los altos jefes. Kamehameha III se casó con ella el 14 de febrero de 1837. Esto fue sólo unos meses después de la muerte de su hermana, la princesa Harriet Nāhiʻenaʻena de Hawái.

## Reina consorte de Hawái
Aunque recibió el título de reina consorte, fue eclipsado por la gran autoridad ejercida por Kaʻahumanu, madrastra de su esposo, y por su cuñada Kīnaʻu, ambas con la autoridad de reina regente porque Kamehameha III llegó al poder solo a la edad de diez años cuando su hermano Kamehameha II murió de sarampión en Londres, Inglaterra, al igual que su esposa.
Kalama y Kamehameha III tuvieron dos hijos que murieron en su infancia. Ambos fueron nombrados Keaweaweulaokalani (I y II), al igual que de su padre.
Se llegó a decir que la Reina regente Kekāuluohi fue quien secretamente causó la muerte de los dos hijos de Kalama. Esto se comentó porque Kalama era una mujer hawaiana común totalmente sin rango o sangre real. Ella y Kamehameha III más adelante fueron (padres adoptivos) de su sobrino Alexander Liholiho, que más tarde se convirtió en Kamehameha IV. También adoptó a Kaiminaʻauao, la hija de los Grandes Jefes Analea Keohokālole y César Kapaʻakea de Kauaʻi (ambos, progenitores de la Casa de Kalākaua). Incluso adoptaron al hijo ilegítimo de su marido, Albert Kukaʻilimoku Kunuiakea, que tuvo con Jane Lahilahi Young.

## Últimos años
Sobreviviría a su marido Kamehameha III y a su sobrino Kamehameha IV, y se la conocía como la reina viuda de Hawái. Conoció al Duque de Edimburgo, el príncipe Alfredo de Sajonia-Coburgo-Gotha, en su visita a Hawái en 1869, durante el reinado de Kamehameha V. Le condujo a Waikīkī en su propio carruaje de Estado, acompañado por su hijo adoptivo Kunuiakea y por Miriam Likelike, posteriormente princesa de Hawái por el reinado de sus hermanos Kalākaua y Liliʻuokalani. Se considera una de las ocasiones más grandes en la historia de esos días. Kalama hábilmente logró preservar sus propiedades y, en el momento de su muerte, poseía más de 22.000 acres en el lado de barlovento de la isla de Oʻahu. En su testamento, su tío Charles Kanaʻina fue declarado heredero de sus vastas tierras y propiedades. Murió el 20 de septiembre de 1870, en Honolulu, a la edad de 53 años, solo dos años antes del final del reinado de la Casa de Kamehameha sobre Hawái.
Ella y su marido residían en su palacio de verano.

## Lugares nombrados en su honor
- Hakaleleponi Gate, la entrada de los funcionarios y asistentes en el Palacio ʻIolani, lleva su nombre.
- En 1925, Harold Kainalu Long Castle desarrolló primera zona residencial de Kailua y la nombró Kalama como el nombre de la Reina, que previamente había sido dueña de dicha tierra, en el área de Kailua.
- Kalama Beach Park, anteriormente Finca Boettcher, se convirtió en un parque municipal en 1978 y fue inscrito en el Registro Nacional de Lugares Históricos en 2002.

## Distinciones honoríficas
- Dama Gran Cruz de la Real Orden de Kamehameha I (Reino de Hawái).

| Predecesor: Kamāmalu | Reina consorte de Hawái 1837 – 1854 | Sucesor: Emma Kalanikaumakaʻamano |